# Polyptyque de Montefiore dell'Aso

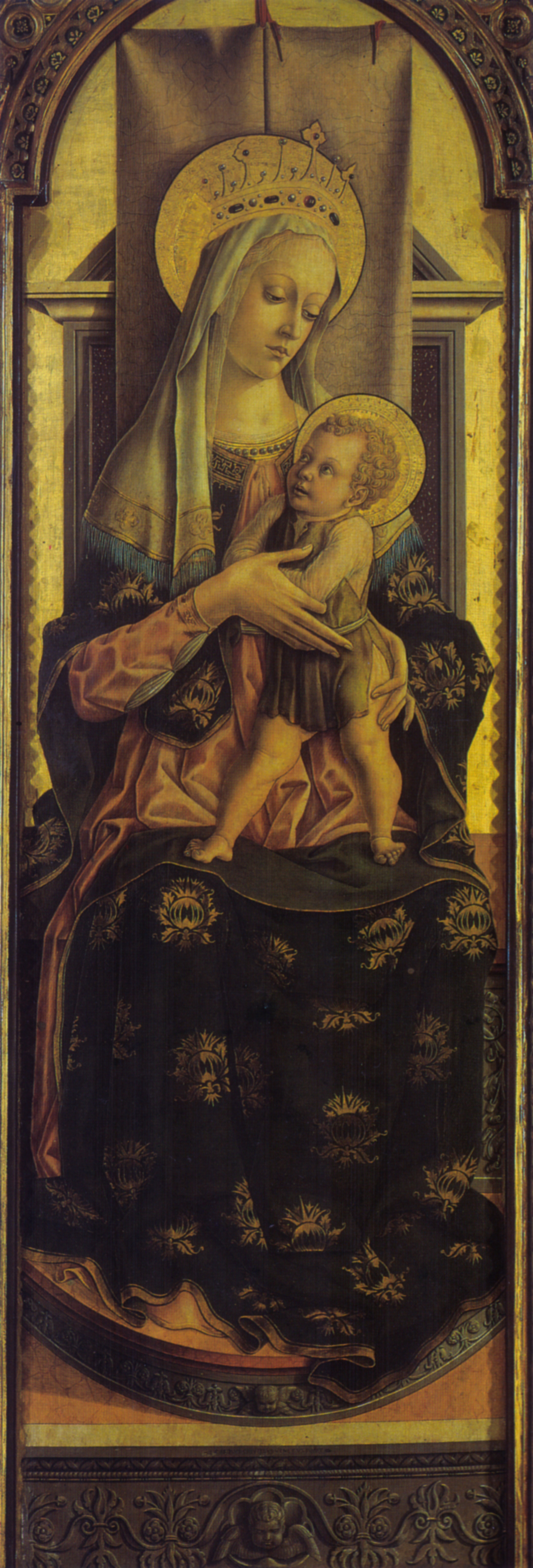
Panneau central : La Madone de Montefiore.

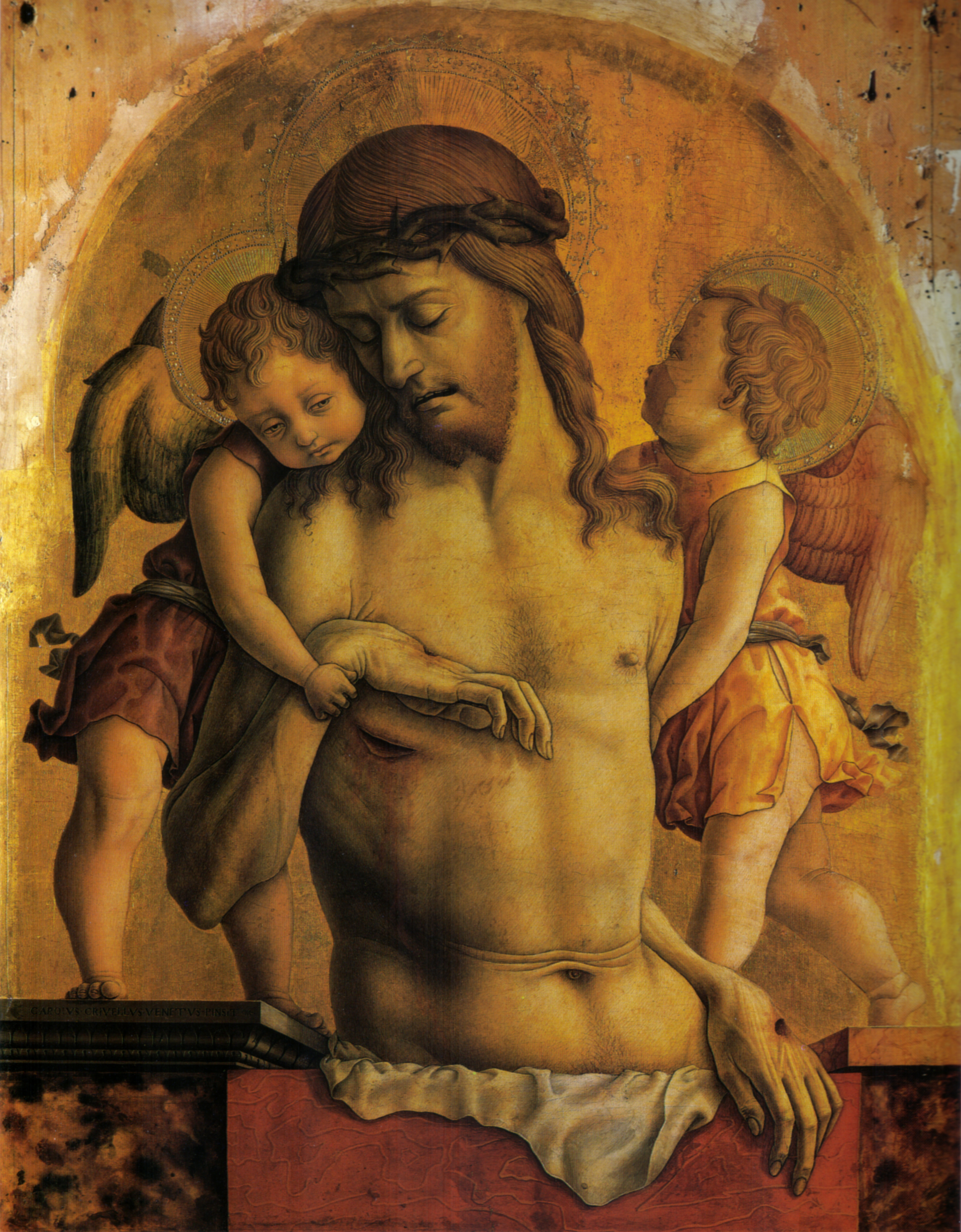
Christ en homme de douleurs, Londres.

Le Polyptyque de Montefiore dell'Aso (Polittico di Montefiore dell'Aso) est une peinture à la détrempe et à l'or sur panneau de bois réalisée vers 1471 par Carlo Crivelli, désormais démembrée entre divers musées européens et américains. Le polyptyque se trouvait à l'origine dans l'église San Francesco à Montefiore dell'Aso (province d'Ascoli Piceno). 
Redécouvert alors qu'il avait été irrémédiablement démembré, il est considéré par les critiques comme une œuvre essentielle dans le catalogue du peintre.

## Histoire
La datation du polyptyque est basée sur des documents peu nombreux et des questions de style. En 1478, il était complet et installé dans l'église. Sur la base des similitudes avec d'autres œuvres, sa datation se situe vers 1470-1473. En raison d'une influence de Niccolò Alunno dans la prédelle, l'ouvrage, selon Federico Zeri, devrait être antérieur au polyptyque de 1472, donc se référer aux alentours de 1471.
Ignoré par des historiens plus anciens comme Luigi Lanzi et Amico Ricci, le polyptyque subit un sort similaire dans les premières études critiques sur l'activité de Carlo Crivelli, comme celles de Crowe et Cavalcaselle, ou de Rushforth (1900), qui cite pourtant son compartiment central la Madone de Montefiore.
Le polyptyque a été démembré au XIXe siècle, comme le rappelle un document de 1872, « quelques années auparavant les prêtres franciscains ont vendu, au grand dam de la ville, des tableaux de Crivelli pour plus de mille scudi... sous prétexte de restaurer le couvent ». La partie centrale est passée aux mains de l'antiquaire romain Vallati, où elle a été vue par Mündher en 1858. Un an plus tard, la Pietà entre à la National Gallery de Londres.
Les six panneaux survivants de Montefiore ont été rassemblés en un triptyque et exposés dans l'église Santa Lucia jusqu'en 2007. Avant que les critiques n'aient pris conscience de l'existence originale d'un polyptyque, le caractère anormal du triptyque a contribué à sous-estimer l'œuvre et à mal comprendre son auteur (L. Venturi, Geiger, Testi, Berenson, Serra). La série de jugements négatifs a été interrompue par l'exposition de 1950 à Ancône, lorsque le triptyque a été exposé comme une œuvre entièrement de Carlo Crivelli et reconnue comme telle par Rodolfo Pallucchini. 
La sainte Marie Madeleine a même été choisie par André Chastel pour illustrer sa monographie sur l'art de la Renaissance italienne.

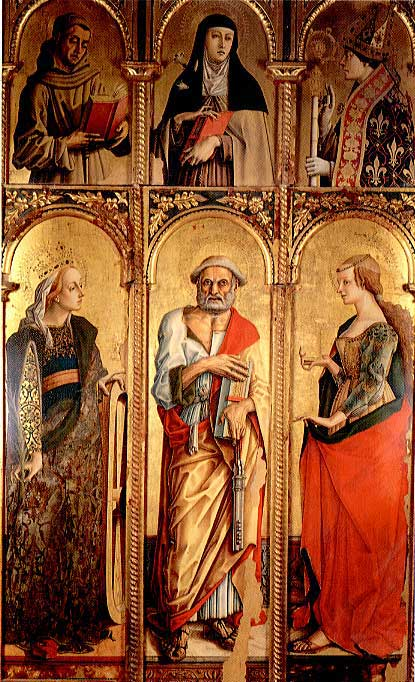
Le Triptyque de Montefiore.

## Reconstitution
Une première reconstitution du polyptyque a été proposée par Zampetti en 1952, à laquelle Federico Zeri a associé une première recomposition des prédelles, en reconsidérant l'ensemble (1961).
Le polyptyque est organisé sur deux registres, un registre central avec des figures en taille réelle et un registre supérieur avec des demi-figures sous des hauts cintrés. La prédelle en bas, devait comporter treize compartiments avec des demi-figures organisées comme si elles regardaient depuis une loggia et représentant Jésus bénissant les apôtres au centre ; il est également possible que les panneaux de la prédelle aient été moins nombreux.

### Registre central
- Au centre : Madone trônant, 180 × 65 cm, Musées royaux des Beaux-Arts de Belgique, Bruxelles.
- À l'extrême gauche : Sainte Catherine d'Alexandrie, 174 × 54 cm, complexe muséal San Francesco, Montefiore dell'Aso.
- À gauche de la Madone : Saint Pierre Apôtre, 174 × 54 cm, complexe muséal San Francesco , Montefiore dell'Aso.
- À droite de la Madone : Saint François, 180 × 54 cm, musées royaux des Beaux-Arts de Belgique, Bruxelles[2].
- À l'extrême droite :  Sainte Marie Madeleine, 174 × 54 cm, complexe muséal San Francesco , Montefiore dell'Aso.

### Registre du haut
- Au centre, à l'aplomb de la Madone : Pietà (terminologie italienne désignant Le Christ en homme de douleurs soit « Le Christ mort soutenu par deux anges »), 72,5 × 55,5 cm, National Gallery, Londres.
- À l'extrême gauche : Saint franciscain  - Le Bienheureux Giovanni Duns Scoto, 74 × 54 cm, complexe muséal San Francesco, Montefiore dell'Aso.
- À gauche du Christ : Sainte Claire, 74 × 54 cm, complexe muséal San Francesco, Montefiore dell'Aso.
- À l'extrême droite : Saint Louis de Toulouse, 74 × 54 cm, complexe muséal San Francesco , Montefiore dell'Aso[2].
- Panneau perdu (à droite du Christ).

### Prédelle
- À gauche du Christ : 
  - Saint Jean évangéliste, 31 × 23 cm, Detroit Institute of Arts, Detroit.
  - Saint Luc, 30 × 20,5 cm, Upton House, Banbury (Oxfordshire).
  - Apôtre lisant, 30 × 20,5 cm, Upton House, Banbury (Oxfordshire).
  - Saint Pierre, 31 × 23 cm, Detroit Institute of Arts, Detroit.
- Au centre : 
  - Rédempteur bénissant, 30,3 × 21,6 cm, Clark Art Institute, Williamstown.
- À droite du Christ : 
  - Saint André, 30 × 22,5 cm, Honolulu Museum of Art, Honolulu.
  - Apôtre barbu, 30 × 22 cm, Honolulu Museum of Arts, Honolulu.
  - Apôtre avec parchemin, 30 × 21 cm, Metropolitan Museum of Art, New York.

- Panneaux connus dispersés de la prédelle

"Panneaux
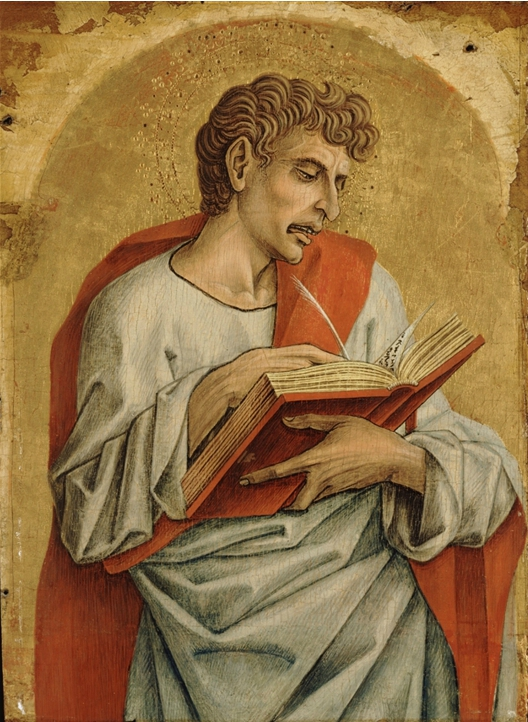
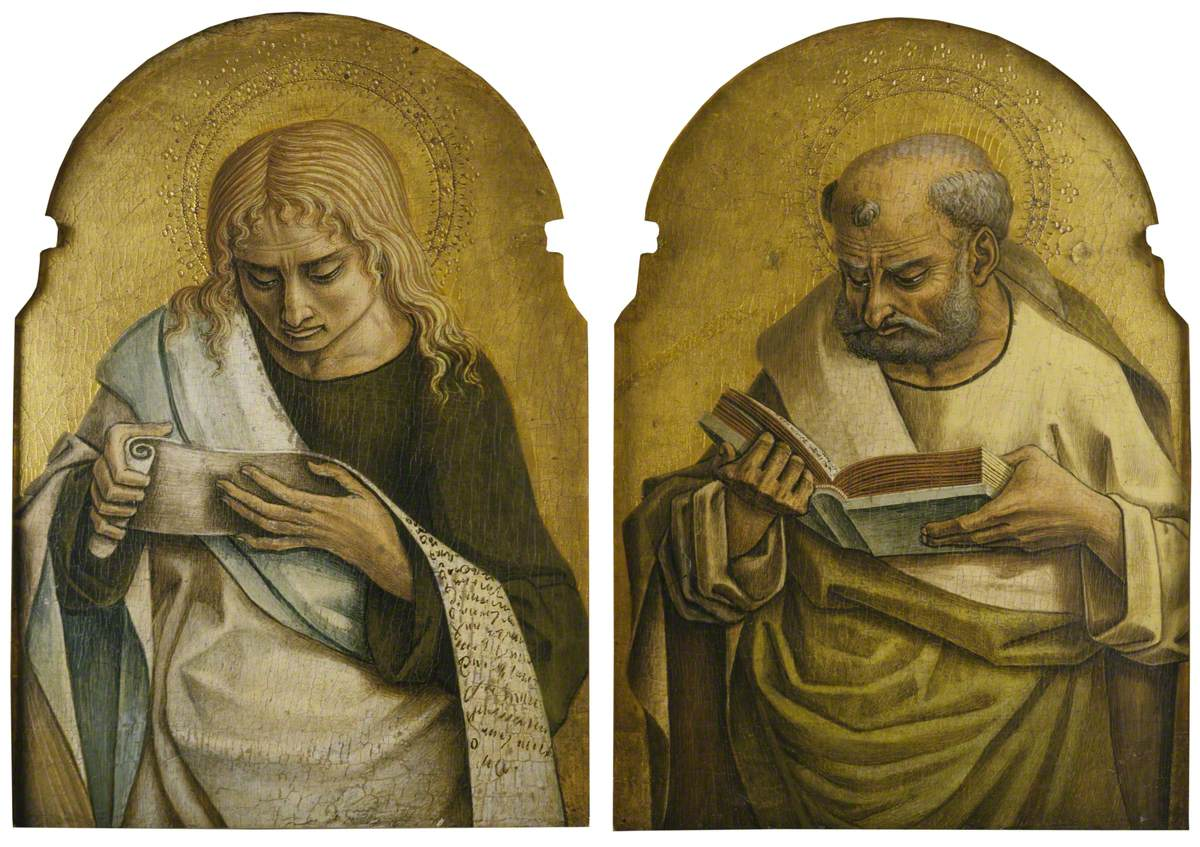
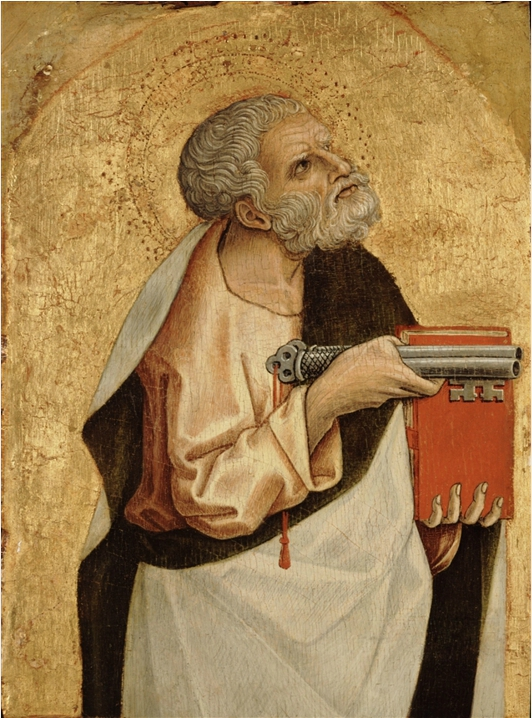
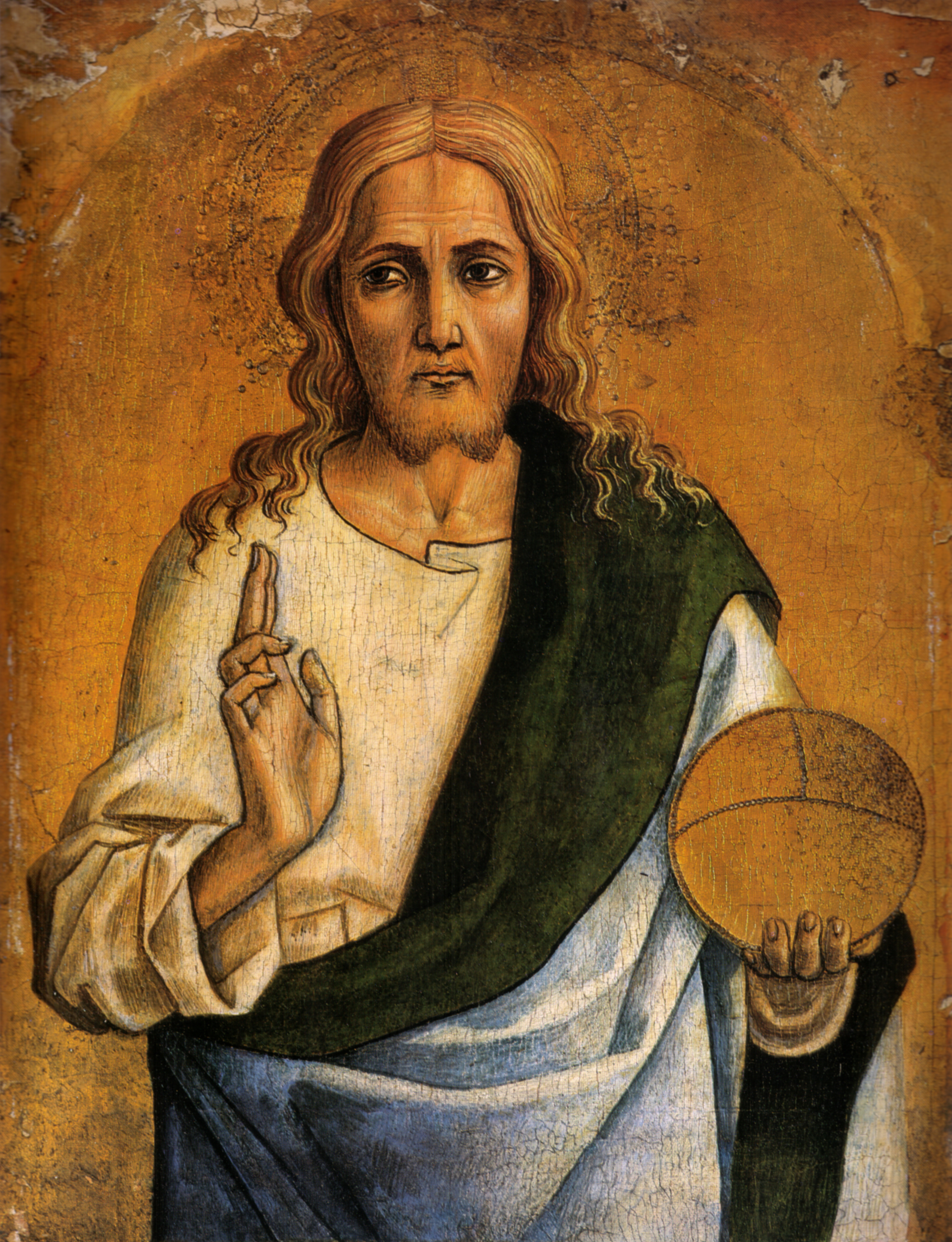
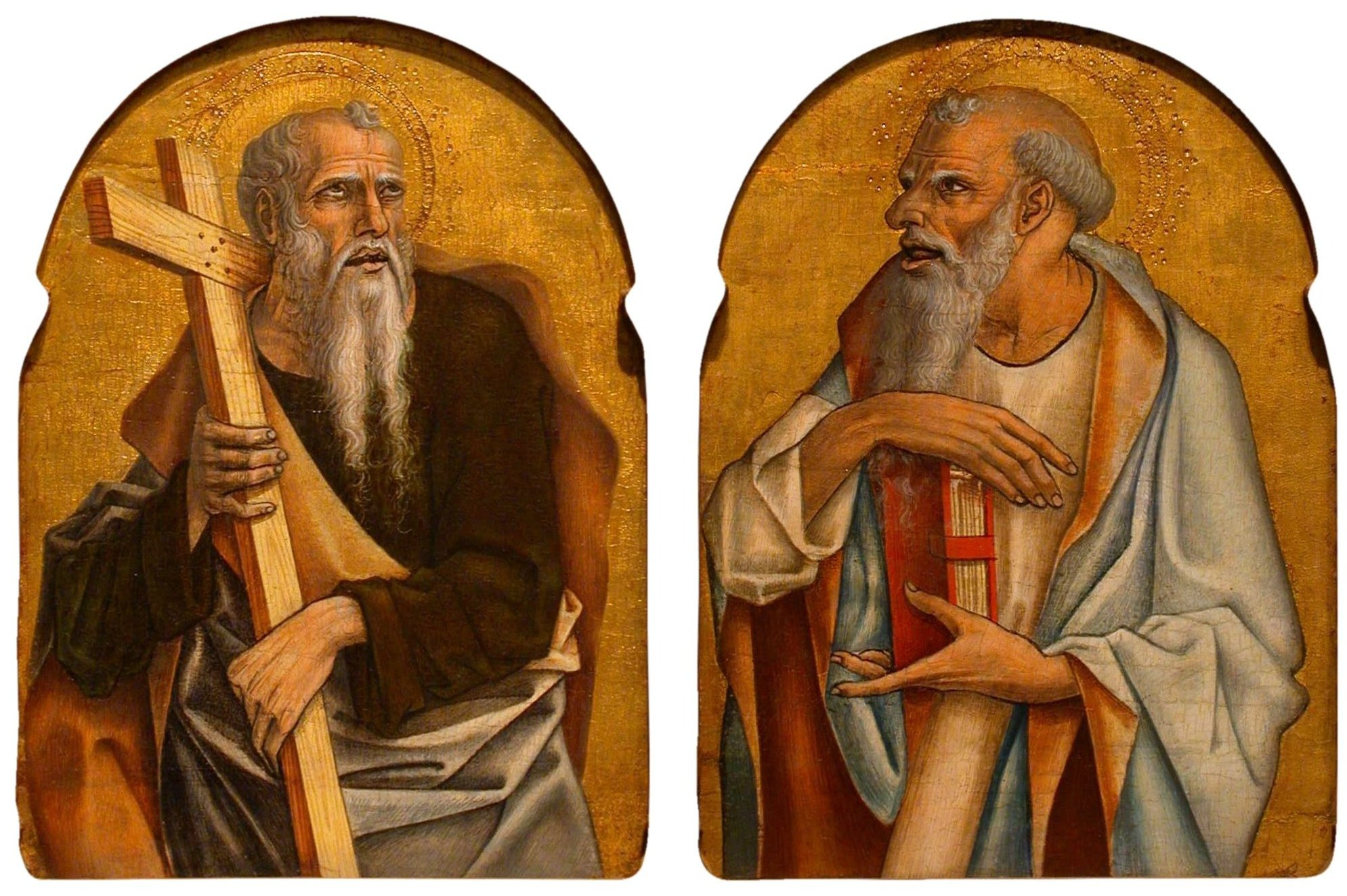
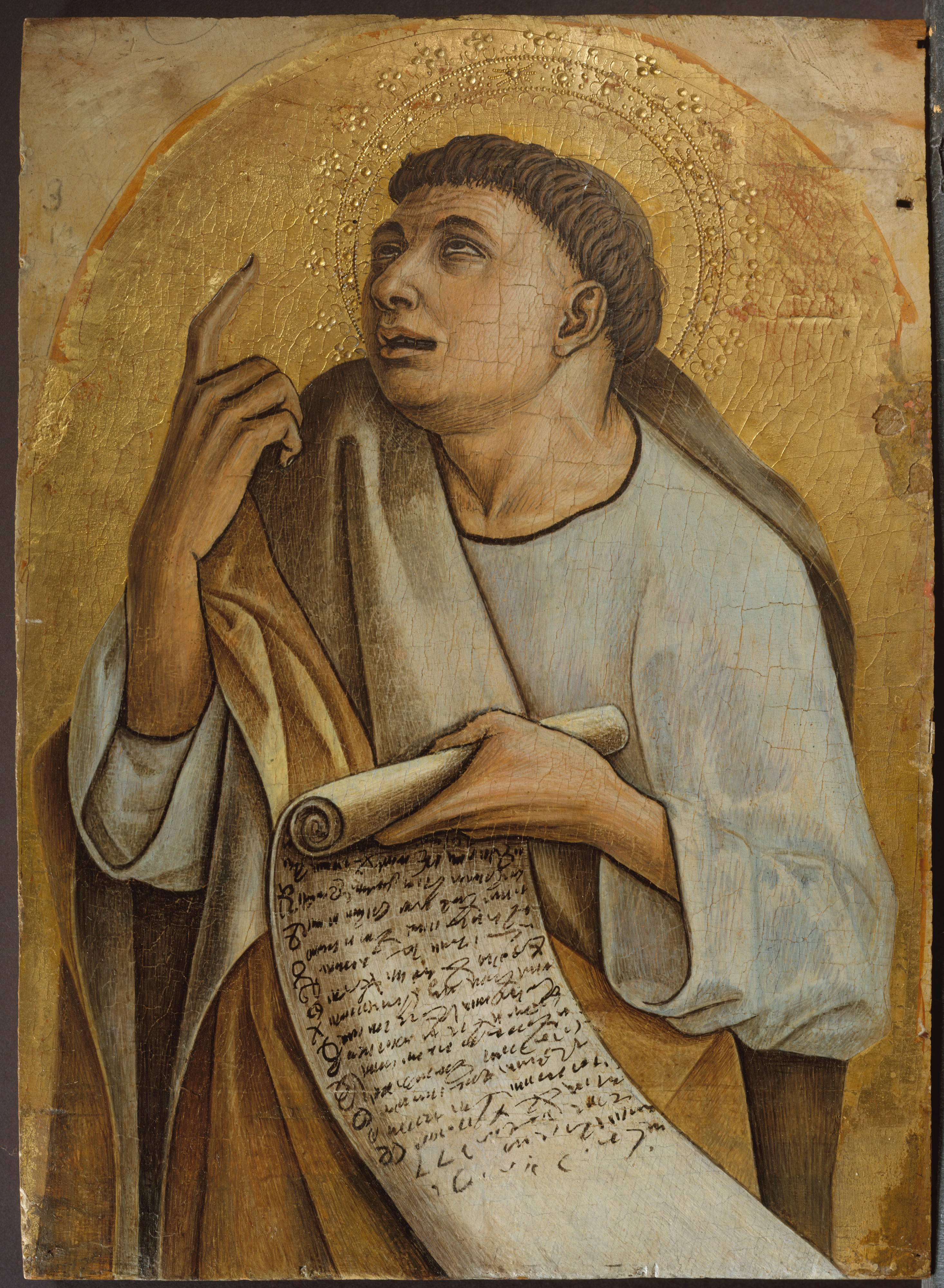

- Restent perdus trois à cinq panneaux[2].

## Style
Le polyptyque de Montefiore, avec le polyptyque de Porto San Giorgio et celui d'Ascoli, représente le moment central d'autonomie et de créativité maximales dans l'arc créatif de Crivelli. À l'exubérance décorative habituelle, l'artiste a en effet fusionné une forte composante psychologique de chaque personnage, ce qui évite toutefois, contrairement à d'autres œuvres, de glisser dans le grotesque. Les correspondances et les analogies entre les différentes figures, liées à une quête spirituelle souvent très aiguë, sont très subtiles.
Chez Marie Madeleine, avec la forte caractérisation du visage dans lequel certains critiques perçoivent une expression de malice, « des détails imprévisibles et beaux fleurissent de l'enveloppe rouge-noir du manteau : un fantôme doré sans poids est le vase d'onguent entre le tournoiement des doigts, et ce n'est que par convention que la pluie de rayons et de flammes sur le phénix héraldique, digne d'un graveur allemand, peut être appelée broderie. Malgré sa richesse, le décor n'est pas le protagoniste du tableau. Précisément parce que lorsque l'amour du faste et de l'artisanat semble sur le point de submerger le peintre, c'est précisément à ce moment-là qu'il découvre l'individu. Mais ces saints ne font jamais penser à des portraits de la vie à la flamande... » (Stefano Bottari (it)).
Crivelli reste distant des Flamands également dans la représentation des objets : « les tissus, les broderies et les rubans perdent leur nature textile ; l'or du fond n'est pas substantiellement différent de celui des objets... ». (Bottari).

## Source de traduction
- (it) Cet article est partiellement ou en totalité issu de l’article de Wikipédia en italien intitulé « Polittico di Montefiore dell'Aso » (voir la liste des auteurs).